# Даниил Квят
Даниил Квят е руски автомобилен тест пилот, състезаващ се във Формула 1 за тима на Скудерия Торо Росо

## Биография
Роден е на 26 април 1994 година в град Уфа. На 12 години се премества да живее в Италия, където започва да кара в картинг състезания. След успехи на локално ниво, през 2010 г. Квят подписва с Ред Бул Джуниър Тийм - програма за развитие на млади пилоти. Същата година той участва във Формула Рено и Формула БМВ, където натрупва професионален опит. Първият по-сериозен успех на Квят е 4-то място в Зимната серия на британската Формула Рено.
На следващата година Квят вече кара в Северноевропейския и Европейския шампионат на Формула Рено, където завършва съответно на второ и трето място. През 2012 г. Даниил печели Алпийското първенство на Формула Рено само с три точки пред втория в класирането. В европейския шампионат Квят отново печели среброто. През 2013 г. Квят кара в GP 3 за отбора на Arden International. Руснакът стартира трудно в новия шампионат, но впоследствие набира увереност и печели сезона в GP 3. Поради добрите си представяния в сериите, Квят е поканен за тест-пилот на Торо Росо във Формула 1.

### Формула 1
Даниил дебютира в състава на Торо Росо в Гран при на Австралия 2014, където завършва девети. Това е и най-доброто му постижение през сезона, като на същото място Квят завършва и във Великобритания и Белгия. Въпреки че печели едва 8 точки през сезона, ръководството остава доволно от руснака. Когато Себастиян Фетел обявява, че преминава от Ред Бул във Ферари, именно Квят заменя бившия световен шампион в Ред Бул.
В началото на сезон 2015 г. пилотите на Ред Бул Даннил Квят и Даниел Рикардо трудно се преборват за челните позиции. В Гран при на Монако руснакът е близо до първия си подиум, но остава четвърти. В Унгария обаче Квят достига до второ място, което е и най-доброто класиране на руснак във Формула 1 изобщо.